# Кукс-Гарбор
Кукс-Гарбор (англ. Cook's Harbour) — містечко в Канаді, у провінції Ньюфаундленд і Лабрадор.

## Населення
За даними перепису 2016 року, містечко нараховувало 123 особи, показавши скорочення на 30,1%, порівняно з 2011-м роком. Середня густина населення становила 62,9 осіб/км².
З офіційних мов обидвома одночасно не володів жоден з жителів, тільки англійською — 125.
Працездатне населення становило 61,9% усього населення, рівень безробіття — 46,2% (66,7% серед чоловіків та 0% серед жінок). 84,6% осіб були найманими працівниками, а 23,1% — самозайнятими.

## Клімат
Середня річна температура становить 1,9°C, середня максимальна – 17,3°C, а середня мінімальна – -15,7°C. Середня річна кількість опадів – 1 117 мм.
| Клімат поселення                              | Клімат поселення | Клімат поселення | Клімат поселення | Клімат поселення | Клімат поселення | Клімат поселення | Клімат поселення | Клімат поселення | Клімат поселення | Клімат поселення | Клімат поселення | Клімат поселення | Клімат поселення |
| Показник                                      | Січ.             | Лют.             | Бер.             | Квіт.            | Трав.            | Черв.            | Лип.             | Серп.            | Вер.             | Жовт.            | Лист.            | Груд.            |                  |
| Середній максимум, °C                         | −3,8             | −4,81            | −0,75            | 4,90             | 9,30             | 14,00            | 17,30            | 17,30            | 13,00            | 7,88             | 2,89             | −2,53            |                  |
| Середня температура, °C                       | −9,23            | −10,29           | −6,18            | −0,55            | 3,85             | 8,54             | 14,00            | 14,06            | 9,71             | 4,60             | −0,36            | −5,78            |                  |
| Середній мінімум, °C                          | −14,73           | −15,74           | −11,65           | −6,03            | −1,6             | 3,10             | 10,76            | 10,80            | 6,50             | 1,34             | −3,65            | −9,04            |                  |
| Норма опадів, мм                              | 98               | 93               | 83               | 70               | 74               | 99               | 99               | 102              | 97               | 99               | 96               | 107              |                  |
| Середньомісячна швидкість вітру, м/с          | 6.50             | 6.40             | 6.40             | 5.90             | 5.30             | 5.20             | 4.80             | 4.90             | 5.60             | 6.00             | 6.39             | 6.74             |                  |
| Середньомісячна сонячна радіація, кДж/м²·день | 3337             | 6299             | 10572            | 14446            | 17489            | 18941            | 18346            | 15091            | 10788            | 6212             | 3460             | 2420             |                  |
| --------------------------------------------- | ---------------- | ---------------- | ---------------- | ---------------- | ---------------- | ---------------- | ---------------- | ---------------- | ---------------- | ---------------- | ---------------- | ---------------- | ---------------- |
| Джерело:                                      |                  |                  |                  |                  |                  |                  |                  |                  |                  |                  |                  |                  |                  |